# Матвіївка (Кореневський район)
Матвіївка (рос. Матвеевка) — присілок в Кореневському районі Курської області Російської Федерації.
Населення становить 8 осіб. Входить до складу муніципального утворення Кореневська сільрада.

## Історія
Населений пункт розташований на території українського етнічного та культурного краю Східна Слобожанщина.
Від 2004 року входить до складу муніципального утворення Кореневська сільрада.

## Населення
| 2002 | 2010 |
| ---- | ---- |
| 19   | ↘8   |